# ناو کلاس تاون (۱۹۳۶)
کروزر کلاس تون (۱۹۳۶) (به انگلیسی: Town-class cruiser (1936)) یک کلاس از کشتی است که طول آن ۵۹۱ فوت ۷٫۲ اینچ (۱۸۰٫۳ متر) می‌باشد.